# 粘液水腫性昏睡
粘液水腫性昏睡（myxedema coma）とは甲状腺機能低下症（原発性または中枢性）が基礎にあり、重度で長期にわたる甲状腺ホルモンの欠乏に由来するあるいはさらに何かの誘因（薬剤や感染症など）により惹起された低体温・呼吸不全・循環不全などが中枢神経系の機能障害を来す病態である。正しい治療が行われないと生命にかかわると定義されている。頻度は極めて稀であるが死亡率は25～65％であり早期のICU管理が望まれる緊急疾患である。

## 病態
粘液水腫性昏睡の基盤となる甲状腺機能低下症としては、原発性甲状腺機能低下症（特に橋本病）が最も多い。他には下垂体前葉機能低下症に伴う中枢性甲状腺機能低下症、甲状腺全摘術後や放射性ヨード内服療法後、頸部放射線照射後、炭酸リチウムやアミオダロン等での薬物誘発性甲状腺機能低下症による例も報告されている。本症は中～高年齢に多く、若年者で稀で性差は少ない。
甲状腺機能低下症による代謝低下、低換気、心肺機能低下などが単独であるいはそこに誘因（呼吸器疾患、心疾患、寒冷曝露、薬剤、感染症、脳神経疾患等）が重なることで、低体温症、高CO2血症、低O2血症、アシドーシス、循環不全、低Na血症が惹起され、それが単独～複合的に中枢神経機能不全を惹起する。
主病態は重度の甲状腺機能低下症で甲状腺ホルモン投与が治療の要となる病態を指すべきで誘因（寒冷、麻酔薬、向精神薬、脳血管障害）自体が意識障害の主因である場合には本症とは扱わないのが適切である。

## 誘因、増悪因子
粘液水腫性昏睡の誘因と増悪因子としては、感染症・敗血症、寒冷曝露、脳血管障害、心筋梗塞・心不全、消化管出血、外傷、代謝異常、薬物などが知られている。昏睡を増悪させる代謝異常は低血糖、低Na血症、低O2血症、高CO2血症、アシドーシスなどが知られている。増悪させる薬物は呼吸抑制や中枢神経抑制の作用をもつ薬物であり、麻酔薬、抗不安薬、向精神薬、睡眠薬、アミオダロンなどがあげられる。

## 臨床症候
甲状腺機能低下症の徴候では、甲状腺腫大（触れないことも多い）、乾燥した皮膚、顔面は無気力で浮腫状、眼瞼浮腫、眉毛の外側が薄い、厚い口唇、舌腫大、粗雑な毛髪、アキレス腱反射回復相の遅延、四肢の非陥凹性浮腫(nonpitting edema)などを認める。また、低体温、低血圧、徐脈、呼吸不全、心不全などを伴う。中枢神経症状としては昏迷状態から昏睡まで様々である。重要な鑑別疾患のひとつに橋本脳症があげられる。橋本脳症では甲状腺機能は正常から軽度低下にとどまり、ホルモンの不足は病態形成にも治療にもほとんど関与しないため本症とは異なる。

## 診断
日本甲状腺学会による粘液水腫性昏睡の診断基準（3次案）で診断基準を示されている。必須項目として甲状腺機能低下症と中枢神経症状（JCSで10以上、GCSで12以下）があげられている。症候・検査項目には低体温、低換気、循環不全、代謝異常（低Na血症）があげられる。粘液水腫性昏睡の確実例では必須項目2項目を満たしかつ症候・検査項目を2点以上みたす必要がある。意識障害がJCS1～3、あるいはGCS13～14であっても症候・検査項目によっては疑い例に該当することがある。

## 治療
治療は甲状腺ホルモンの投与、副腎不全の予防、全身管理、誘因への対策（誘因薬剤の中止と誤嚥性肺炎対策の抗菌薬投与）があげられる。
甲状腺ホルモンの投与
欧米ではレボチロキシン（L-T4）の注射薬が標準的な治療法であるが日本では販売されていない。そのため経鼻胃管からの投与となる。経鼻胃管からレボチロキシンを50～200μg/dayで投与し、意識障害が改善するまで継続あるいは翌日から50～100μg/dayを投与し、場合によってL-T3の併用を検討する。
副腎皮質ステロイドの投与
副腎不全を合併することがあり、なくても相対的副腎不全併存の可能性があるのでハイドロコーチゾン100～300mgを静注し、以後8時間毎に100mgを追加投与する。副腎不全が否定されるまで投与あるいは漸減継続する。
全身管理
呼吸、循環管理のほか、復温、電解質管理を行う
抗菌薬の投与
誤嚥性肺炎を合併しやすい。低体温のため発熱などの感染症状がマスクされやすいため感染症が否定されるまで躊躇なく広域の抗生物質をもちいる。
誘因の除去
誘因と考えられる麻酔薬、向精神薬、その他の薬剤の投与を中止する。